# 514년

## 연호
- 남량(南梁) 천감(天監) 13년
- 북위(北魏) 연창(延昌) 3년

## 기년
- 남량(南梁) 무제(武帝) 13년
- 북위(北魏) 선무제(宣武帝) 15년
- 신라(新羅) 지증왕(智證王) 15년 / 법흥왕(法興王) 원년
- 고구려(高句麗) 문자명왕(文咨明王) 24년
- 백제(百濟) 무령왕(武寧王) 14년

## 사건
- 신라, 지증왕이 세상을 떠나고 아들 원종이 법흥왕으로 왕의 자리에 오름.

## 사망
- 신라(新羅) 22대 왕 지증왕(智證王)